# Memorial Cassià Just
El Memorial Cassià Just és un guardó anual que porta el nom de Cassià Maria Just i Riba convocat per la Generalitat de Catalunya. Té per objecte reconèixer el treball de persones, entitats o institucions en favor de la construcció d'un espai comú de respecte a la llibertat religiosa, de foment del diàleg i de la relació entre les diferents confessions religioses, així com de difusió de la diversitat religiosa present a Catalunya. El guardó del Memorial Cassià Just consisteix en una obra d'art original d'una autora o autor reconeguts. El guardó es lliurarà en un acte públic presidit per la persona titular del departament competent en matèria d'afers religiosos.
Pot presentar candidatura qualsevol persona, entitat, institució o ens local, referida a persones, entitats o institucions, que hagin destacat en algun dels àmbits esmentats en la base reguladora 1, a Catalunya o a qualsevol altre país, bé per la seva trajectòria considerada globalment o per actuacions i obres concretes. Cap persona, entitat o institució no pot proposar-se a si mateixa per a l'atorgament dels guardons.

## Edicions
L'any 2010 el Govern de la Generalitat de Catalunya va crear el Memorial Cassià Just amb la voluntat de reconèixer el treball de persones, entitats o institucions en favor de la construcció d'un espai comú de respecte a la llibertat religiosa, de foment del diàleg i de la relació entre les diferents confessions religioses, així com de difusió de la diversitat religiosa present a Catalunya. El guardó consisteix en una obra d'art original d'una autora o autor reconegut.
| Edició | Any  | Guardonat |
| ------ | ---- | --- |
| I      | 2010 | Cardenal Carlo Maria Martini |
| II     | 2011 | Germana Teresa Losada Campo, com a reconeixement a la seva tasca social da favor de les persones immigrades, fundadora de la Fundació Bayt al-Thaqafa.                      |
| III    | 2013 | Comunitat Filipense de l'Escola Nostra Senyora de Lurdes (Barcelona), per la seva aportació a la pedagogia i a l'espiritualitat.                                            |
| IV     | 2014 | Comunitat de Taizé, pel seu treball amb els joves, a favor de la reconciliació i amb perspectiva ecumènica.                                                                 |
| V      | 2015 | Associació UNESCO per al Diàleg Interreligiós. |
| VI     | 2016 | Jean Jacques Pérennès, dominic director de la Escola Bíblica i Arqueològica de Jerusalem.                                                                                   |
| VIII   | 2020 | Federació Internacional de l’Acció dels Cristians per l’Abolició de la Tortura (FIACAT), una entitat ecumènica que treballa per l’abolició de la tortura i la pena de mort. |
| IX     | 2022 | El sacerdot caputxí Joan Botam i Casals, pel seu compromís al llarg de tota la vida en la defensa de les llibertats civils i dels drets fonamentals.                        |
| X      | 2023 | Elisabeth Attar Lheure, pel seu compromís a favor del dret a la llibertat de pensament, de consciència, de religió, del diàleg interreligiós i interconviccional.           |
| XI     | 2024 | Institució Bíblica Evangèlica (IBEC), per la difusió bíblica de les esglésies i comunitats protestants de Catalunya.                                                        |